# Liste des édifices labellisés « Patrimoine du XXe siècle » du Pas-de-Calais
Cet article recense les monuments historiques protégés au titre du Patrimoine du XXe siècle du département du Pas-de-Calais, en France.

## Liste
Au 31 décembre 2014, le Pas-de-Calais compte six immeubles protégés du patrimoine du XXe siècle.
| Monument                                                        | Commune                | Adresse                     | Coordonnées                      | Notice         | Protection                | Date | Illustration                 |
| --------------------------------------------------------------- | ---------------------- | --------------------------- | -------------------------------- | -------------- | ------------------------- | ---- | ---------------------------- |
| immeubles dit buildings du quai Gambetta                        | Boulogne-sur-Mer       | boulevard Gambetta          | 50° 43′ 34″ nord, 1° 36′ 01″ est | « EA62000003 » |                           | 2009 | Image manquante Téléverser   |
| église paroissiale Saint-Jean-Baptiste et école Gréta formation | Boulogne-sur-Mer       | 1-3 rue Gustave Flaubert    | 50° 43′ 06″ nord, 1° 36′ 06″ est | « IA62000345 » | Inventaire complémentaire | 2009 | Image manquante Téléverser   |
| Église Saint-Vincent-de-Paul                                    | Boulogne-sur-Mer       | Place d'Estienne d'Orves    | 50° 42′ 50″ nord, 1° 35′ 40″ est | « EA62000001 » |                           | 2009 | Église Saint-Vincent-de-Paul |
| Église du Millénium                                             | Lens                   | Rue du Père-Joseph-Puchala  | 50° 26′ 04″ nord, 2° 49′ 13″ est | « PA62000150 » | Inscrit                   | 2015 | Église du Millénium          |
| Hôtel de ville du Portel                                        | Le Portel              | rue Carnot                  | 50° 42′ 41″ nord, 1° 34′ 59″ est | « EA62000004 » | Inventaire complémentaire | 1986 | Hôtel de ville du Portel     |
| Église paroissiale Sainte-Ide                                   | Saint-Martin-Boulogne  | 106 rue du mont d’Ostrohove | 50° 42′ 33″ nord, 1° 37′ 04″ est | « EA62000005 » |                           | 2009 | Image manquante Téléverser   |
| Cité éducative du Touquet                                       | Le Touquet-Paris-Plage | avenue du Château           | 50° 31′ 03″ nord, 1° 35′ 49″ est | « EA62141204 » |                           | 2004 | Cité éducative du Touquet    |